# Parti démocrate national (Maroc)
Le Parti démocrate national (PDN) est un parti politique marocain reconstitué en 2009 par Abdellah el-Kadiri, après avoir perdu légalement le "Parti national-démocrate (PND)" , fusionné en 2008 avec quatre autres partis politiques pour créer le Parti authenticité et modernité (PAM).
En 2009, juste avant les élections municipales et communales villageoises, les militants du parti ont abandonné cette fusion pour relancer les structures du parti sous un nouveau nom, le Parti National Démocratique.
Lors des dernières élections législatives de 2011, le parti n'a obtenu aucun siège à la chambre basse marocaine.

## Histoire

### Parti national démocrate
Le Parti national-démocrate a vu le jour à l'occasion du congrès constitutif qui a eu lieu les 19, 20 et 21 juin 1982 à Casablanca. Le PND est un parti libéral moderne de centre-droit. Il fut d'abord créé sous la forme d'un groupe parlementaire en avril 1981 avant de se transformer en parti politique en juin 1982, il voit le jour à la suite d'une scission au sein du Rassemblement national des indépendants (RNI). Son premier secrétaire général était Mohamed Arsalane el-Jadidi.
Au scrutin de 2007, le parti crée une coalition électorale avec le Parti Al Ahd et obtiennent tous les deux 14 sièges dans la chambre basse marocaine. Le parti décide alors d'adhérer au « Mouvement de tous les démocrates », une initiative lancée au sein du parlement (VIIIe législature) par l'ami proche du roi, Fouad Ali el-Himma. Cette initiative aboutira en 2008 à la création du Parti authenticité et modernité par la fusion de cinq partis politiques : Parti national démocrate, Parti Al Ahd, Parti de l'environnement et du développement, Alliance des libertés et Parti initiative citoyenne pour le développement.

### Après le PAM
En 2009, juste avant la campagne électorale aux communales, Abdellah Kadiri démissionne du Parti authenticité et modernité et reforme son parti sous le nom du Parti démocrate national, faisant de même que Ahmed Alami, patron du PEDD et Najib Ouazzani, patron d'Al Ahd Addimocrati.

## Résultats législatives
Lors de sa première participation aux élections législatives de 1984, le PND a obtenu 24 sièges dans la Chambre des représentants. Il a enregistré le même score lors des législatives de 1993, puis 10 sièges lors du scrutin de 1997 et 12 sièges lors des législatives de 2002.
Lors des élections législatives du 7 septembre 2007, le PND a obtenu 14 sièges au parlement lors de son union avec le parti Al Ahd de Najib Ouazzani. Au scrutin de 2011, le PDN n'a obtenu aucun siège à la chambre basse marocaine.
| Législatives     | 1984   | 1993   | 1997   | 2002   | 2007   | 2011  |
| Nombre de sièges | 24/306 | 24/333 | 10/325 | 12/325 | 14/325 | 0/395 |
| Rang             | 6e     | 7e     | 8e     | 8e     | 8e     | --    |